# As Índias Negras
As Índias Negras (em francês:  Les Indes noires) é um romance de Júlio Verne publicado pela primeira vez em 1877. O título do romance deve-se ao paralelismo entre a riqueza das Índias orientais com a riqueza gerada pela revolução industrial no ocidente, que era impulsionada pelo carvão, daí o nome Índias negras.
As Índias negras, fazem também parte da sequência "viagens extraordinárias". Fazem referência à cultura irlandesa e mineira, envolvendo-se em rituais da época, tanto quotidianos como sobre naturais. 

## Enredo
Este livro fala da vida de alguns mineiros escoceses que, quando a mina de carvão se esgotou, foram forçados a deixar o seu trabalho na mina. Dez anos depois Simon Ford e a sua família que ficaram a viver dentro da mina encontram um novo filão de carvão na companhia de Jaime Starr (antigo engenheiro da mina que tinha sido convidado a estar presente aquando abrissem uma abertura para a nova galeria). Depois de um desastre e de terem sido salvos por um amigo da família funda uma cidade subterrânea na nova galeria e dão-lhe o nome de Nova Aberfoyle (a antiga hulheira chamava-se Aberfoyle), mas passados três anos os desastres continuam e Harry Ford (filho de Simão Ford) está convencido que os ataques são propositados e decide investigar.

## Influência
Esta obra teve uma influência germinal no sociólogo Roger Caillois, que na sua infância leu milhares de livros